# Euryoryzomys
Euryoryzomys es un género de roedores de la familia Cricetidae integrado por 6 especies, las que habitan en el centro-este de Sudamérica.

## Taxonomía
Este género fue descrito originalmente en el año 2006 por los zoólogos Marcelo Weksler, A. R. Percequillo y R. S. Voss.
Subdivisión
Euryoryzomys se subdivide en 6 especies:
- Euryoryzomys emmonsae (Musser, Carleton, Brothers, & Gardner, 1998)
- Euryoryzomys lamia Thomas, 1901
- Euryoryzomys legatus Thomas, 1925
- Euryoryzomys macconnelli Thomas, 1910
- Euryoryzomys nitidus Thomas, 1884
- Euryoryzomys russatus Wagner, 1848

## Distribución geográfica
Sus especies habitan en zonas selváticas de tierras bajas y en selvas de montaña, desde Guayana Francesa, Guyana, Surinam, Venezuela, Colombia, Ecuador, Perú, Bolivia y Brasil hasta la Argentina.